# خانیان (تنکابن)
خانیان، روستایی است از توابع بخش کوهستان شهرستان تنکابن در استان مازندران کشور ایران.

## جمعیت
این روستا در دهستان سه‌هزار قرار دارد و بر اساس سرشماری مرکز آمار ایران در سال ۱۳۹۵، جمعیت آن ۷۲ نفر (۲۷ خانوار) بوده‌است. مردم این روستا به گویش تنکابنی با لهجه سه‌هزاری سخن می‌گویند.